# Jenői-tó
Jenői-tó är en sjö i Ungern.   Den ligger i provinsen Nógrád, i den nordvästra delen av landet, 50 km norr om huvudstaden Budapest. Arean är 0,19 kvadratkilometer. Den sträcker sig 0,5 kilometer i nord-sydlig riktning, och 0,9 kilometer i öst-västlig riktning.